# Martin Marinov
Martin Marinov, né le 25 octobre 1967 à Sofia, est un céiste bulgare pratiquant la course en ligne.

## Palmarès

### Jeux olympiques
- Médaille de bronze aux Jeux olympiques de 1988 à Séoul en C-1 500m.
- Médaille de bronze aux Jeux olympiques d'été de 1992 à Barcelone en C-2 500 m avec Blagovest Stoyanov[1].